# کلود-ژان آلوئز

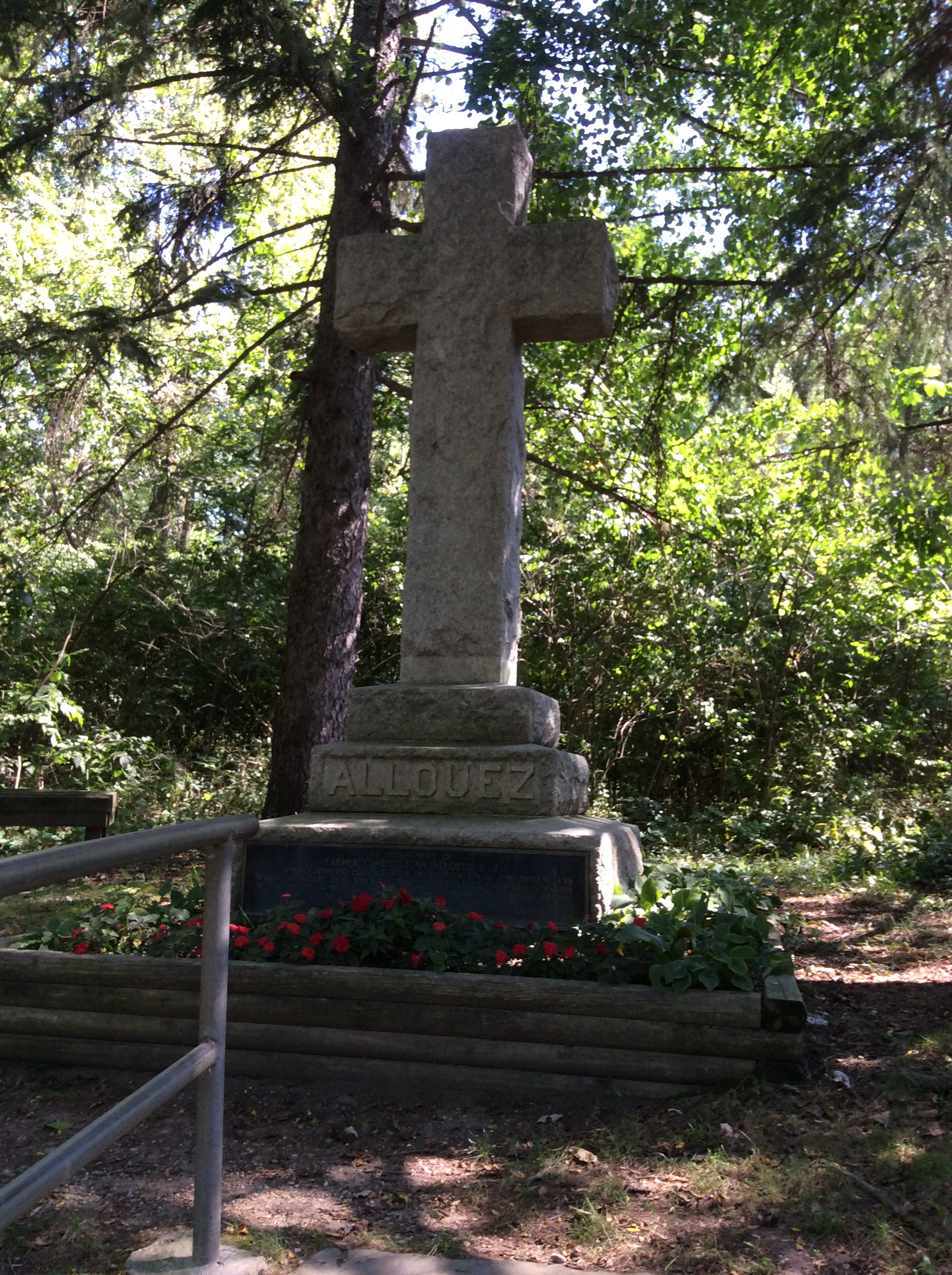
یادبود در نیلز، میشیگان

کلود-ژان آلوئز (زاده ۶ ژوئن ۱۶۲۲ - درگذشته ۲۸ اوت ۱۶۸۹) یک مبلغ مذهبی یسوعی و کاشف فرانسوی آمریکای شمالی بود. او تعدادی مأموریت در میان مردم بومی ساکن در نزدیکی دریاچه سوپریور ایجاد کرد.

## زندگینامه
آلوئز در سنت دیدیه-آن-ولی در دپارتمان‌ اوت-لوآر در جنوب مرکزی فرانسه متولد شد. در سال ۱۶۳۹، او از کالج لو پوی فارغ‌التحصیل شد و یک تازه کار یسوعی در تولوز، فرانسه شد. در سال ۱۶۵۵، او به عنوان کشیش کلیسای کاتولیک روم منصوب شد. آلوئز در سال ۱۶۵۸ وارد کبک شد و بلافاصله مطالعه زبان‌های ویاندوت و اوجیبوی را آغاز کرد تا خود را برای کار به عنوان مبلغ در میان قبایل سرخپوستان آمریکایی در امتداد رودخانه سن‌لوران آماده کند.
در سال ۱۶۶۰ او مافوق مأموریت در تروآ-ریویر، کبک شد. اقامت او در آنجا تا سال ۱۶۳۳ به طول انجامید تا اینکه وی به عنوان جانشین عمومی بخشی از اسقف‌نشین کبک که اکنون منطقه مرکزی ایالات متحده است، منصوب شد. این انتصاب توسط اسقف فرانسوا دو لاوال ، اولین اسقف فرانسه جدید انجام شد.
از سال ۱۶۶۵ تا ۱۶۶۹، آلوئز یک تور تبلیغی در مأموریت‌های غرب انجام داد. در سال ۱۶۶۷ او از دهکده سرخپوستان نیپیسینگ که در جریان یورش ایروکوایی‌ها در سال‌های ۱۶۴۹-۵۰ به آنجا گریخته بودند بازدید کرد و در ۲۹ مه ۱۶۶۷ اولین مراسم عشای ربانی را در کنار رودخانه نیپیگون برگزار کرد. او در جستجوی دستیاران به کبک بازگشت و بلافاصله به مأموریت‌ها بازگشت.

## یادداشت
1. ↑  Dictionary of Wisconsin History بایگانی‌شده  در ۳ مارس ۲۰۱۶ توسط Wayback Machine, s.v. Allouez, Claude Jean 1622 - 1689
2. ↑  Léon Pouliot, “Allouez, Claude", Dictionary of Canadian Biography, vol. 1, University of Toronto/Université Laval, 2003–
3. ↑  Campbell, Thomas. "Claude Allouez." The Catholic Encyclopedia Vol. 1. New York: Robert Appleton Company, 1907. February 15, 2019
4. ↑  Campbell, T.J., "Claude Allouez", Pioneer priests of North America, 1642-1710, Vol. 3, Fordham University Press, 1910